# Banisteriopsis malifolia
Banisteriopsis malifolia är en tvåhjärtbladig växtart som först beskrevs av Christian Gottfried Daniel Nees von Esenbeck och Martius, och fick sitt nu gällande namn av B. Gates. Banisteriopsis malifolia ingår i släktet Banisteriopsis och familjen Malpighiaceae. Utöver nominatformen finns också underarten B. m. appressa.